# لی بولاک
لی بولاک (انگلیسی: Lee Bullock؛ زادهٔ ۲۲ مهٔ ۱۹۸۱) بازیکن فوتبال اهل بریتانیا است.
از باشگاه‌هایی که در آن بازی کرده‌است می‌توان به باشگاه فوتبال یورک سیتی، باشگاه فوتبال منزفیلد تاون، باشگاه فوتبال هارتل پول یونایتد، باشگاه فوتبال استوک‌پورت کانتی، باشگاه فوتبال بری، باشگاه فوتبال گیتزهد، باشگاه فوتبال ویتبای تاون، باشگاه فوتبال برادفورد سیتی، و باشگاه فوتبال کاردیف سیتی اشاره کرد.